# Kigoti
Kigoti är ett vattendrag i Burundi.   Det ligger i provinsen Cankuzo, i den östra delen av landet, 140 kilometer öster om huvudstaden Bujumbura.
I omgivningarna runt Kigoti växer huvudsakligen savannskog. Runt Kigoti är det ganska glesbefolkat, med 32 invånare per kvadratkilometer.